# Bivacco Greppi Emilio
Il bivacco Greppi Emilio è un bivacco posto sulle Alpi Lepontine in Piemonte. Questo rifugio non custodito si trova nel comune di Toceno, nella provincia del Verbano-Cusio-Ossola, a 1.915 m s.l.m. ed è gestito dalla sezione Vigezzo del Club Alpino Italiano.

## Caratteristiche
Il bivacco è stato costruito nel 1939. Il terreno su cui è posto è tuttora di proprietà comunale ma viene gestito dalla sezione vigezzina del CAI. La struttura consiste in un edificio in pietra con tetto in pietra tipico della zona ossolana. All'interno del bivacco ci sono sei posti letto.

## Accessi
Si può arrivare al bivacco da varie direzioni:
- da Arvogno passando per la cappella di San Pantaleone in circa tre ore.
- dall'arrivo della funivia della Piana di Vigezzo in circa un'ora e mezza.
- dai Bagni di Craveggia in circa due ore e mezza.

## Ascensioni
- Pizzo Ruggia - 2.289m
- Schegge di Moino - 2.171m
- Cima del Sassone - 2.085m

## Traversate
Dal rifugio si può raggiungere:
- Il Rifugio Primo Bonasson
- Il Rifugio Regi